# Erasmus-Widmann-Gymnasium im Schulzentrum West

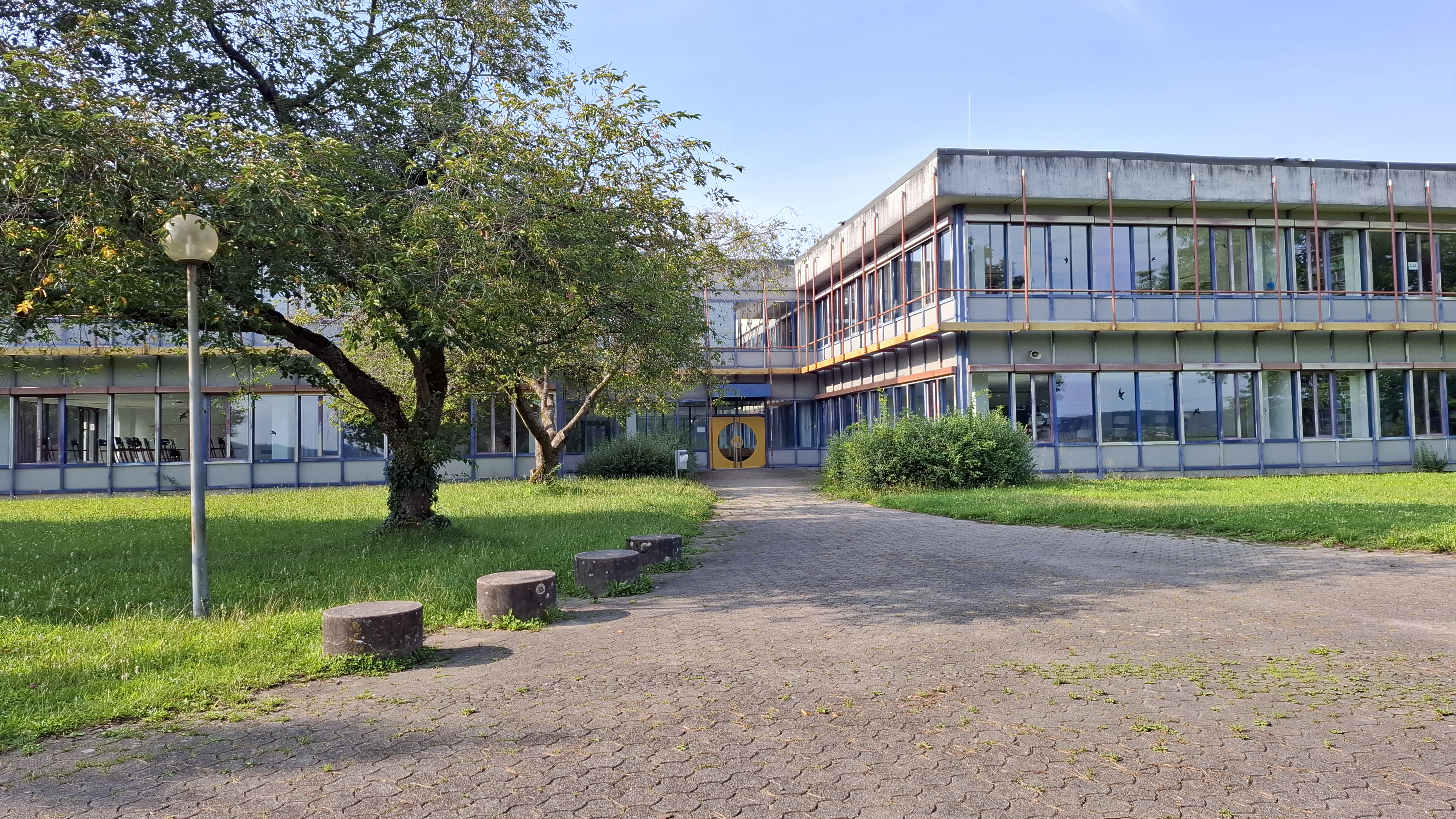
Rückseite des Erasmus-Widmann-Gymnasiums

Das Erasmus‑Widmann‑Gymnasium (kurz EWG) ist ein staatliches, allgemeinbildendes Gymnasium im Schulzentrum West von Schwäbisch Hall (Baden‑Württemberg). Es trägt den Namen des Haller Komponisten Erasmus Widmann und verfolgt ein breit angelegtes Profil in den Bereichen Sprache, Naturwissenschaft sowie Kunst.

## Geschichte
Die Schulgeschichte des Erasmus-Widmann-Gymnasiums reicht bis ins 19. Jahrhundert zurück, als es zunächst als „Höhere Töchterschule“ gegründet wurde. Im Laufe der Jahrzehnte entwickelte sich daraus ein vollwertiges Gymnasium, das mehrfach umstrukturiert und den Bildungsbedürfnissen der Zeit angepasst wurde. In den 1970er Jahren erfolgte der Umzug auf die Tullauer Höhe, wo das heutige Schulzentrum West entstand.
Im Jahr 1986 wurde die Schule nach dem Haller Komponisten Erasmus Widmann benannt, um den Bezug zur Stadtgeschichte und kulturellen Bildung zu betonen. Im selben Jahr gründete sich auch der Freundeskreis des Erasmus-Widmann-Gymnasiums, der seither schulische Projekte und Veranstaltungen unterstützt. Die historische Entwicklung spiegelt den Wandel von einer schulischen Einrichtung für Mädchen zu einem modernen, koedukativen Gymnasium wider.
Mit einem Artikel in der Schülerzeitung U-Bote gewannen 2006 zwei Schüler den Schülerzeitungswettbewerb von Der Spiegel.
2025 wurde Ralph Schröder nach 22 Jahren als Schulleiter verabschiedet.

## Schulprofil
Das Erasmus-Widmann-Gymnasium bietet ab Klasse 5 Englisch als erste Fremdsprache an. In Klasse 6 können die Schülerinnen und Schüler zwischen Latein und Französisch als zweiter Fremdsprache wählen.
Ab Klasse 8 erfolgt die Wahl eines Schwerpunkts im Rahmen eines Profilfachs, das als Kernfach unterrichtet wird. Zur Auswahl stehen:
- das naturwissenschaftliche Profil mit dem Fach Naturwissenschaft und Technik
- das sprachliche Profil mit Spanisch als dritter Fremdsprache
- das künstlerische Profil mit Bildender Kunst

Die Profilwahl ist an bestimmte Voraussetzungen geknüpft, etwa die Teilnahme an einem Vorprofil im Bereich Kunst. Das differenzierte Angebot ermöglicht eine individuelle Schwerpunktsetzung und fördert fachliche Interessen in verschiedenen Bereichen.

## Außerschulische Angebote
Das Erasmus-Widmann-Gymnasium bietet Theater-Arbeitsgemeinschaften für alle Jahrgangsstufen an und ist Partnerschule der Freilichtspiele Schwäbisch Hall. Die Zusammenarbeit umfasst unter anderem Workshops, Aufführungen und gemeinsame Projekte. Ergänzt wird das kulturelle Angebot durch Musik-Arbeitsgruppen wie Chor, Orchester und Big Band, die regelmäßig schulische Veranstaltungen musikalisch mitgestalten.
Darüber hinaus gibt es einen Maker Space mit einer gleichnamigen Arbeitsgruppe sowie weitere Arbeitsgruppen in den Bereichen Forschung und Robotik. Ergänzend dazu werden Arbeitsgemeinschaften in Informatik, Mediengestaltung, Sport und Schach angeboten.

## Ehemalige
- Michael Klenk (* 1951), Maler und Kunstpädagoge (Lehrer)[13]
- Thumilan Selvakumaran (* 1982), Journalist und Fotograf
- Yascha Finn Nolting (* 1994), Schauspieler, Synchronsprecher und Liedermacher

## Auszeichnungen (Auswahl)
- 2024: MINT Digitale Schule, dritte Auszeichnung (MINT Zukunft schaffen)[14][15]
- 2022: MINTSPACE-Schulpreis (Jugend forscht)[16]
- 2020: Schulpreis 2020 (Jugend forscht)[17]
- 2020: MINT-freundliche Schule (MINT Zukunft schaffen)[18][19]